# Motteggiana
Motteggiana is een gemeente in de Italiaanse provincie Mantua (regio Lombardije) en telt 2282 inwoners (31-12-2004). De oppervlakte bedraagt 24,6 km², de bevolkingsdichtheid is 82 inwoners per km².

## Demografie
Motteggiana telt ongeveer 835 huishoudens. Het aantal inwoners steeg in de periode 1991-2001 met 8,2% volgens cijfers uit de tienjaarlijkse volkstellingen van ISTAT.
| Jaar | Inwoneraantal |
| ---- | ------------- |
| 1991 | 1812          |
| 2001 | 1960          |

## Geografie
Motteggiana grenst aan de volgende gemeenten: Borgoforte, Pegognaga, San Benedetto Po, Suzzara, Viadana.